# Teatro Sucre (Trolebús de Quito)
Plaza del Teatro Sucre es la vigésimo tercera parada del Corredor Trolebús, en el centro de la ciudad de Quito. Su andén principal (sentido norte-sur) se encuentra ubicado sobre la calle Guayaquil, intersección con Manabí, en la parroquia Centro histórico; aunque el andén para el sentido sur-norte se encuentra del otro lado de la plaza que preside el teatro.
Fue construida durante la administración del alcalde Jamil Mahuad Witt, quien la inauguró en el 17 de diciembre de 1995 dentro del marco de la primera etapa operativa del sistema, que funcionaba entre El Recreo y este punto. Luego de un proceso de restauración integral, el 1 de octubre de 2014 la parada fue reinaugurada por el alcalde Mauricio Rodas, quien manifestó que ésta sería la estación modelo para el nuevo diseño que se aplicaría en todas las demás pertenecientes al SITM-Q.
El icono representativo actual de la parada norte-sur era el símbolo del teatro (es decir 2 caretas, una feliz y la otra triste), pero fue cambiado con la remodelación de 2014 pasando al icono de la parada sur-norte, el cual es la silueta de la entrada principal del Teatro Sucre.
Toma su nombre del aledaño Teatro Nacional Sucre, edificio construido a mediados del siglo XIX por orden de Marieta de Veintimilla, sobrina del presidente Ignacio de Veintimilla, y que se ha convertido en el mayor referente ecuatoriano del teatro y la ópera. La parada sirve al sector circundante, en donde se levantan, además del mencionado teatro, hoteles, locales comerciales, oficinas, mansiones históricas, agencias bancarias, iglesias de interés turístico y museos.
Desde 2015 el andén sur/norte fue reemplazado por la parada provisional La Marín, ubicada en las calles Mejía y Montufar debido a la construcción del bulevar de la Plaza del Teatro como parte del proyecto de peatonalización del Centro Histórico.